# Rostyn Griffiths
Rostyn Griffiths (Stoke-on-Trent, 10 marzo 1988) è un calciatore australiano, centrocampista del Balcatta.

## Palmarès
- Campionato australiano: 1

Melbourne City: 2020-2021
- ISL Shield: 1

Mumbai City: 2022-2023